# Pseudostenophylax himalayanus
Pseudostenophylax himalayanus är en nattsländeart som beskrevs av Martynov 1930. Pseudostenophylax himalayanus ingår i släktet Pseudostenophylax och familjen husmasknattsländor. Inga underarter finns listade i Catalogue of Life.